# Dipole Repeller

Die Gravitation induziert Bewegung in dichtere Bereichen und drückt gleichzeitig die Materie aus einem leeren Bereich, so das Modell des "Dipole Repellers". Die kleinen Kreise und ihre Striche stellen die Galaxien und Richtungen ihrer jeweiligen Bewegungen dar.

Der Dipole Repeller (engl., 'Dipol-Abstoßer') ist ein sehr dünn besiedeltes Gebiet des Kosmos, aus dem sich benachbarte Galaxien entfernen. Er spielt –  anders als der Shapley-Attraktor – eine abstoßende Rolle bei Geschwindigkeitsströmen.

## Entdeckung
Die Entdeckung wurde am 30. Januar 2017 von einem Team von Wissenschaftlern bekannt gegeben:
- Daniel Pomarède (französisches CEA und Universität Paris-Saclay)
- Hélène M. Courtois (Universität Lyon I)
- R. Brent Tully (Universität von Hawaii)
- Yehuda Hoffman (Hebräische Universität Jerusalem).

Die Daten stammen aus dem Cosmicflows-2 Projekt.
Sie identifizieren die Struktur als den dominanten Einfluss, der die Richtung und Geschwindigkeit von 631 km/s der Lokalen Gruppe gegenüber dem Hintergrundstrahlung erklärt. Zum Vergleich: Die Bahngeschwindigkeit der Erde um die Sonne beträgt 30 km/s; das Sonnensystem bewegt sich mit einer Geschwindigkeit von 230 km/s um das Zentrum der Milchstraße.
Der Dipole Repeller ist in einem Abstand von 220 Megaparsec (220 Mpc) von der Milchstraße positioniert und fällt mit einem Bereich geringerer Galaxiendichte zusammen.
Der Shapley-Superhaufen, ein weiterer Bereich in der Umgebung der Milchstraße, erzeugt eine attraktive Kraft auf die Bewegung von Galaxien. Diese lokalisierte Anziehungskraft, ergänzt durch die Position des Dipole Repellers, ist der Hauptfaktor für die Dipolanisotropie der Hintergrundstrahlung.
Der Komplex vom Shapley-Superhaufen bis zum Dipole Repeller umfasst beinahe 1,7 Milliarden Lichtjahre und stellt 2017 das größte kartierte Gebiet im beobachtbaren Universum dar.
Das gleiche Forschungsteam identifizierte im September 2017 eine zweite Lücke mit abstoßender Wirkung: den Cold Spot Repeller. Diese vielen und immensen Hohlräume, die die Materie ähnlich einer umgekehrten Gravitationskraft abstoßen, gehören zu den Hauptkomponenten des kosmischen Netzes der Geschwindigkeiten („kosmisches V-Netz“). Siehe auch CMB Cold Spot.

## Interpretationen und Zitate
Die Autoren des in der Zeitschrift Nature Astronomy veröffentlichten Artikels argumentieren, dass die Messungen der Abstandsgeschwindigkeit vom Dipole Repeller mit einer Erklärung unvereinbar sind, die ausschließlich auf einer attraktiven Gravitationskraft basiert. Keine einzige beobachtete Konzentration der Materie (gravitativ attraktiv) könne nach den Autoren die beobachteten Geschwindigkeiten und Entfernungsrichtungen von Sternen und Galaxien erklären:
„Wir zeigen hier, dass die Abstoßung aus einem Subdichtebereich wichtig ist und dass die dominanten Einflüsse, die die beobachtete Strömung erzeugen, ein einzelner Attraktor - verbunden mit dem Shapley-Superhaufen - und ein einzelner zuvor nicht identifizierter abstoßender Bereich (Repeller) sind, die etwa gleich stark zum CMB-Dipol beitragen. […] Wir kommen zu dem Schluss, dass der Dipole Repeller keine fiktive Struktur ist, die durch einen Datenrandeffekt hervorgerufen wird, und dass Teilmengen von Daten, die nach Entfernung oder Galaxietyp ausgewählt wurden, ein Abstoßungsbecken offenbaren, das die Lokale Gruppe in die vom CMB-Dipol angegebene Richtung „drückt“.“
Autor Hoffman sagte dem Guardian:
„Wir zeigen, dass der Attraktor des Shapley-Superhaufens uns wirklich anzieht, aber fast 180 Grad in die andere Richtung gibt es eine Region ohne Galaxien, und diese Region schiebt uns zurück. Jetzt haben wir also eine Attraktion auf der einen Seite und einen Schubs auf der anderen. Es ist eine Geschichte von Liebe und Hass, Anziehung und Abstoßung.“
Hoffman sagte auch zu Wired:
„Neben der Anziehungskraft auf den bekannten Shapley-Superhaufen werden wir auch von dem neu entdeckten abstoßenden Dipol weggedrückt. Dadurch wurde deutlich, dass Schub und Zug von ähnlicher Bedeutung an der Position unserer Galaxie sind.“
Hoffman sagte zu IFLScience:
„Nach Abzug der durchschnittlichen Ausdehnung des Universums ist die Netto-Gravitationskraft überdurchschnittlich dichter Regionen die einer Anziehungskraft und die unterdurchschnittlich dichter Regionen die einer Abstoßung.“
Diese Position steht im Einklang mit der des CNRS, wie es in einer Pressemitteilung heißt:
„Im Laufe der Jahre hat sich die Debatte über die relative Bedeutung dieser beiden Attraktoren verfahren, da sie nicht ausreichen, um unsere Bewegung zu erklären, zumal sie nicht genau in die Richtung von Shapley zeigt, wie sie es sollte. […] Das Team entdeckte so, dass am Standort unserer Galaxie die abstoßenden und anziehenden Kräfte von fernen Objekten von vergleichbarer Bedeutung sind und folgerte, dass die Haupteinflüsse auf die Bewegung unserer Galaxie der Shapley-Attraktor und eine riesige leere Region (d. h. ohne sichtbare und unsichtbare Materie) sind, die bis dahin nicht identifiziert worden war und die Dipole Repeller genannt wurde.“
Während die überwiegende Zahl der Astronomen (darunter die Originalautoren) von einer quasi abstoßenden Wirkung aufgrund unterdurchschnittlicher Materiedichte in den leeren Regionen ausgehen, vertritt der Kosmologe Jean-Pierre Petit die Ansicht, dass zur Erklärung die Gravitationstheorie und Kosmologie um eine abstoßende Komponente gemäß seinem Janus-Modell erweitert werden müsse und dass die Beobachtung sein Modell unterstützen würde.